# Cochrane (Wisconsin)
Cochrane is een plaats (village) in de Amerikaanse staat Wisconsin, en valt bestuurlijk gezien onder Buffalo County.

## Demografie
Bij de volkstelling in 2000 werd het aantal inwoners vastgesteld op 435. In 2006 is het aantal inwoners door het United States Census Bureau geschat op 403, een daling van 32 (-7,4%).

## Geografie
Volgens het United States Census Bureau beslaat de plaats een oppervlakte van 1,9 km², geheel bestaande uit land. Cochrane ligt op ongeveer 205 m boven zeeniveau.

## Plaatsen in de nabije omgeving
De onderstaande figuur toont nabijgelegen plaatsen in een straal van 16 km rond Cochrane.